# Clystea
Clystea is een geslacht van vlinders van de familie spinneruilen (Erebidae), uit de onderfamilie Arctiinae.

## Soorten
- C. andromacha Fabricius, 1775
- C. aner Hampson, 1905
- C. carnicauda Butler, 1876
- C. daltha Druce, 1895
- C. dorsilineata Hampson, 1898
- C. eburneifera Felder, 1869
- C. fervens Hampson, 1906
- C. frigida Burmeister, 1878
- C. fulvicauda Butler, 1896
- C. gracilis Möschler, 1877
- C. jacksoni Kaye, 1925
- C. lepida Draudt, 1915
- C. leucaspis Cramer, 1775
- C. ocina Druce, 1883
- C. paulista Draudt, 1915
- C. platyzona Felder, 1869
- C. rubipectus Schaus, 1898
- C. sanctula Dognin, 1911
- C. sarcosoma Butler, 1876
- C. serrana Schaus, 1928
- C. stipata Walker, 1854
- C. tenumarginata Kaye, 1919